# Hemofarm
Hemofarm A.D. ist ein Pharmakonzern in Serbien. Gegründet wurde Hemofarm 1960 in der serbischen Stadt Vršac. 1982 wurde mit Hemomed eine neue Abteilung für die Produktion von Dialysegeräten eröffnet. 1990 begann die Privatisierung von Hemofarm. 1991 wurde in Frankfurt am Main die Hemopharm GmbH gegründet. 2000 eröffnete das Unternehmen in China eine Fabrik für Infusionen. Seit 2002 wird Hemofarm an der Belgrader Börse gehandelt. Am 9. August 2006 wurde die deutsche Stada Arzneimittel AG Mehrheitseigner von Hemofarm.
2007 erwirtschaftete der Konzern mit 3.230 Mitarbeitern einen Gewinn von ca. 40,5 Mio. € bei einem Umsatz von 226,7 Mio. €.
Hemofarm war jahrelang Sponsor des Basketballteams KK Hemofarm.